# Ervastoviken
Ervastoviken (finska: Ervastonlahti) är en vik i Finland. Den ligger i kommunen Salo i landskapet Egentliga Finland, i den sydvästra delen av landet, 100 km väster om huvudstaden Helsingfors.
Ervastoviken skär in i landet i östlig riktning från Gråbölefjärden.